# Moritz Hoernes
Moritz Hörnes (Vienna, 14 luglio 1815 – Vienna, 4 novembre 1868) è stato un paleontologo austriaco.

## Biografia
Ha studiato presso l'Università di Vienna e si è laureato con un dottorato di ricerca. Poi è diventato un assistente del museo mineralogico di Vienna. Si distinse per la sua ricerca sul Cenozoico, molluschi del Bacino di Vienna e delle regioni alpine. La maggior parte delle sue memorie sono state pubblicate nel Jahrbuch der K. K. Geol. Reichsanstalt.
Nel 1853 ha introdotto il termine Neogene per includere il Miocene e il Pliocene.
Nel 1860 il minerale hörnesite è stato chiamato in suo onore da Wilhelm Haidinger, con Gustav Adolph Kenngott essendo il suo co-descrittore.
Suo figlio Rudolf Hörnes (nato 1850), professore di geologia e paleontologia presso l'Università di Graz, ha effettuato anche delle ricerche tra i molloschi del Cenozoico, ed è autore di Elemente der Palaeontologie (1884).